# ليمور صوفي ماسوالي
ليمور صوفي ماسوالي (الاسم العلمي: Avahi mooreorum) (بالإنجليزية: Masoala woolly lemur)‏ هو نوع من الحيوانات يتبع جنس الليمور الصوفي من الفصيلة الإندرية.